# Стефан Сіндінг

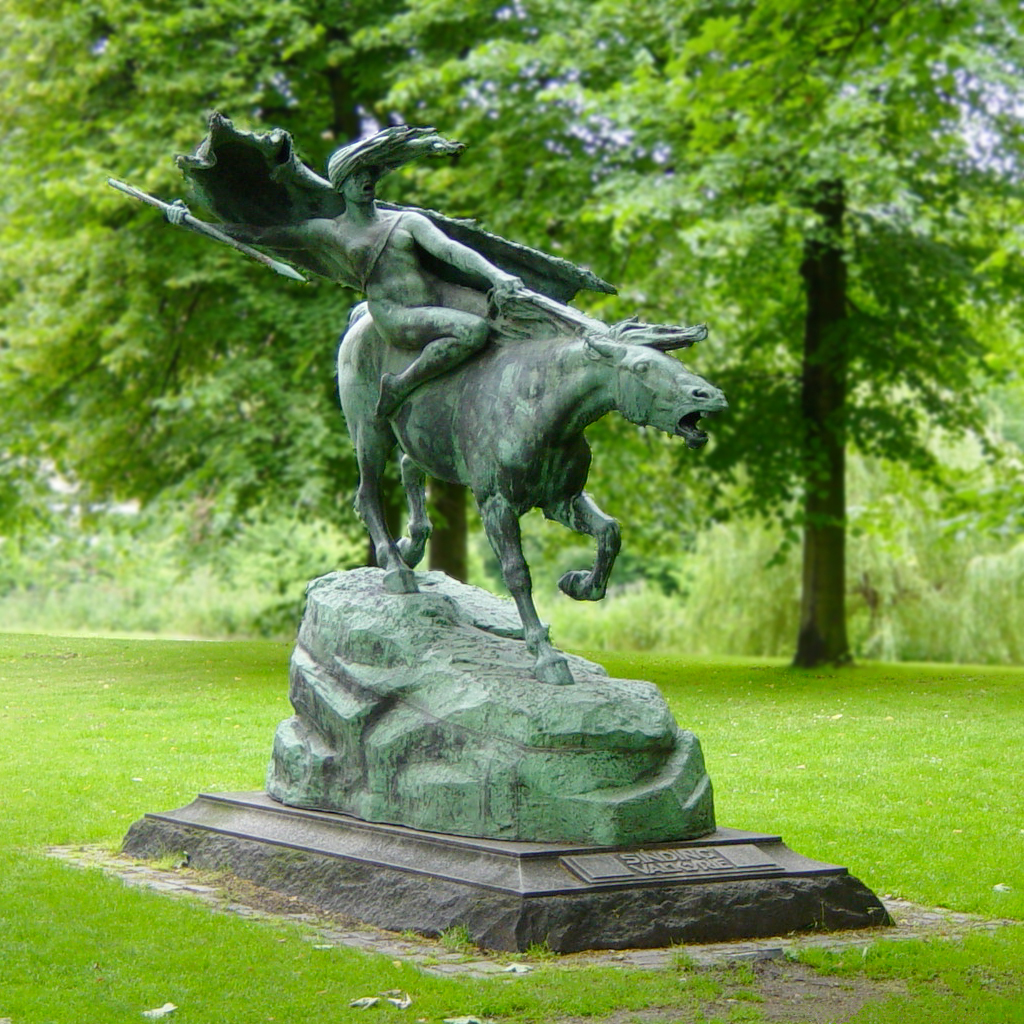
«Валькірія» (1908, міський парк Копенгагена)

Стефан Абель Сіндінг (норв. Stephan Abel Sinding; 4 серпня 1846, Тронгейм — 23 січня 1922, Париж) — норвезький і данський скульптор. Брат Крістіана та Отто Сіндінгів.
Навчався в Берліні в скульптора Альберта Вольфа. Жив і працював, здебільшого, у Данії, в 1890 р. прийняв данське громадянство. Однак створив для Норвегії декілька значних пам'ятників — зокрема, пам'ятники Генрік Ібсен та Бйорнстьєрне Бйорнсона перед Національним театром в Осло (1899) і пам'ятник Оле Буллу в Бергені (1901).

## Галерея праць

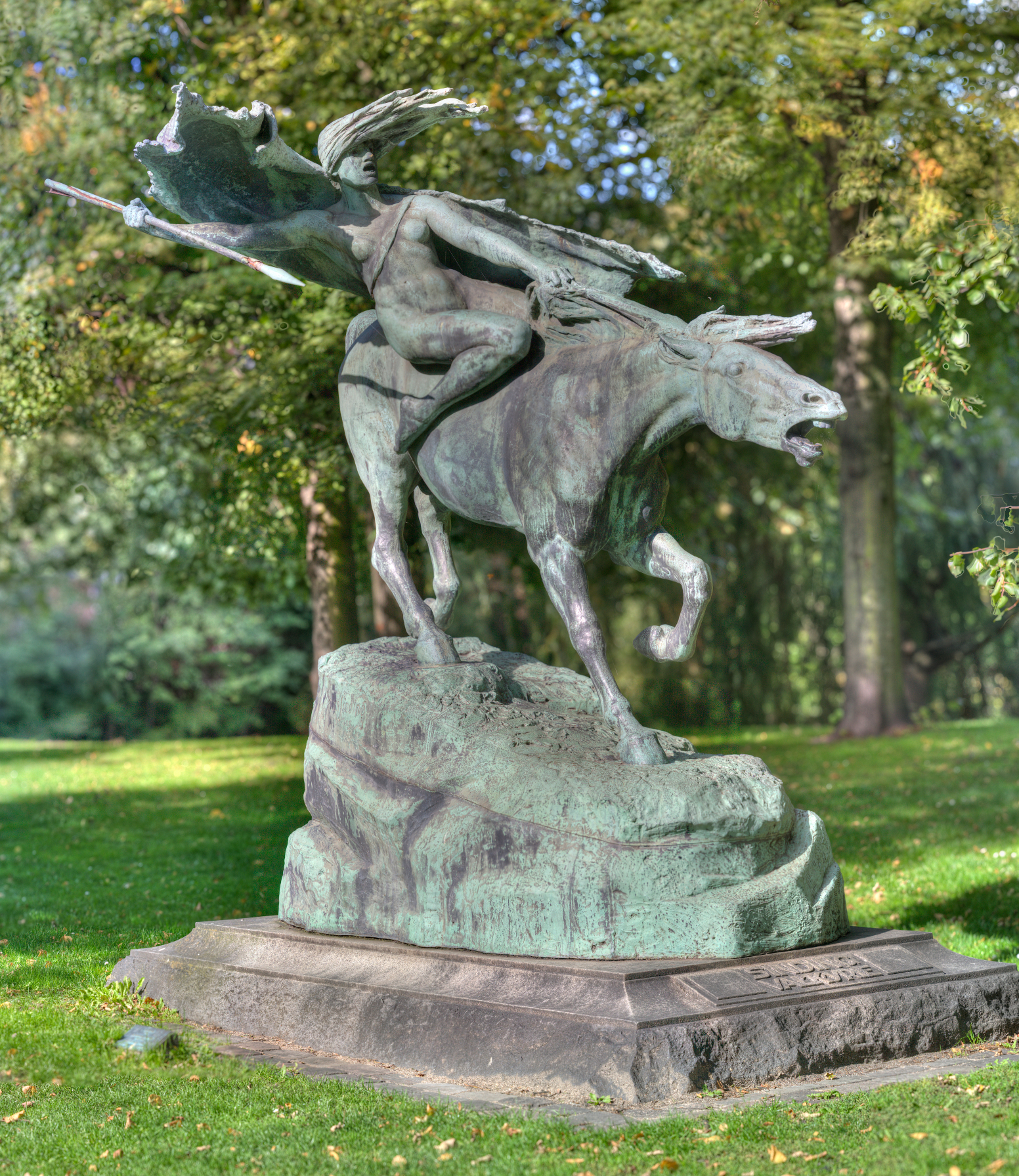
Valkyrjen  (1910), Churchill Park, Копенгаген
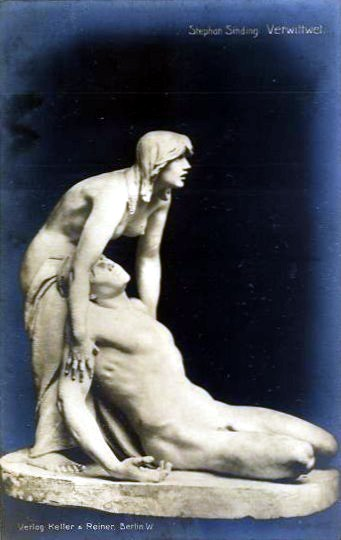
Suddenly a Widow (ca. 1910) Ny Carlsberg Glyptotek
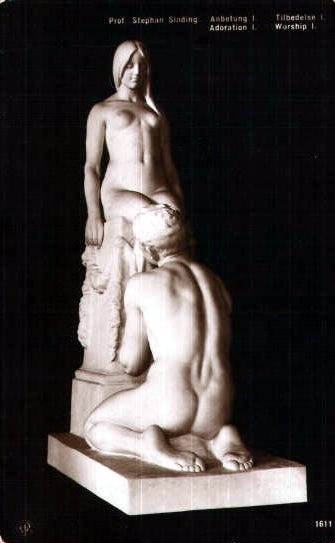
Adoration I	(ca. 1910) Ny Carlsberg Glyptotek
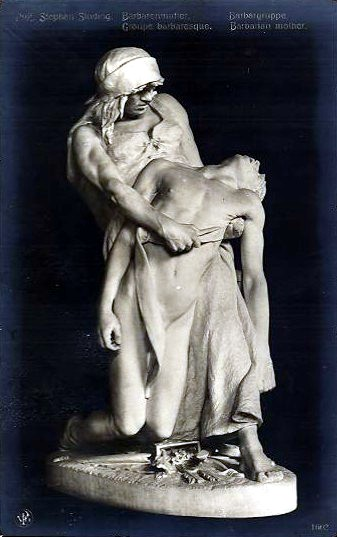
Barbarenmutter (ca. 1910)
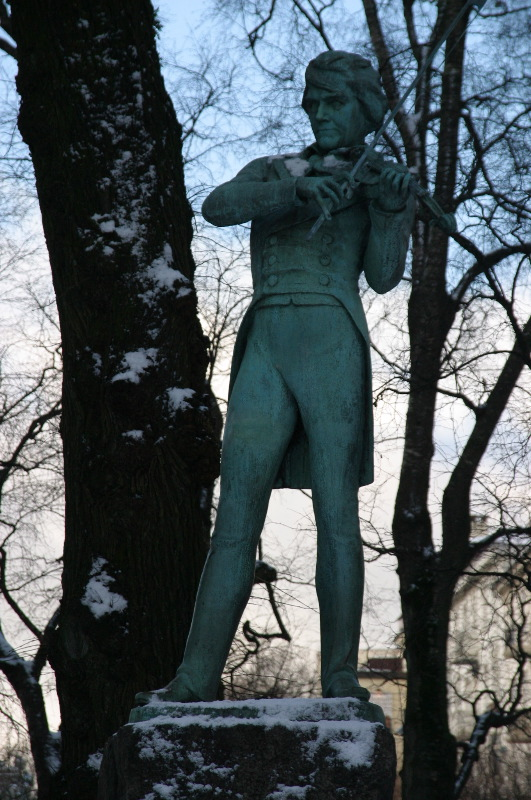
Statue of Ole Bull (1901) Bergen, Norway
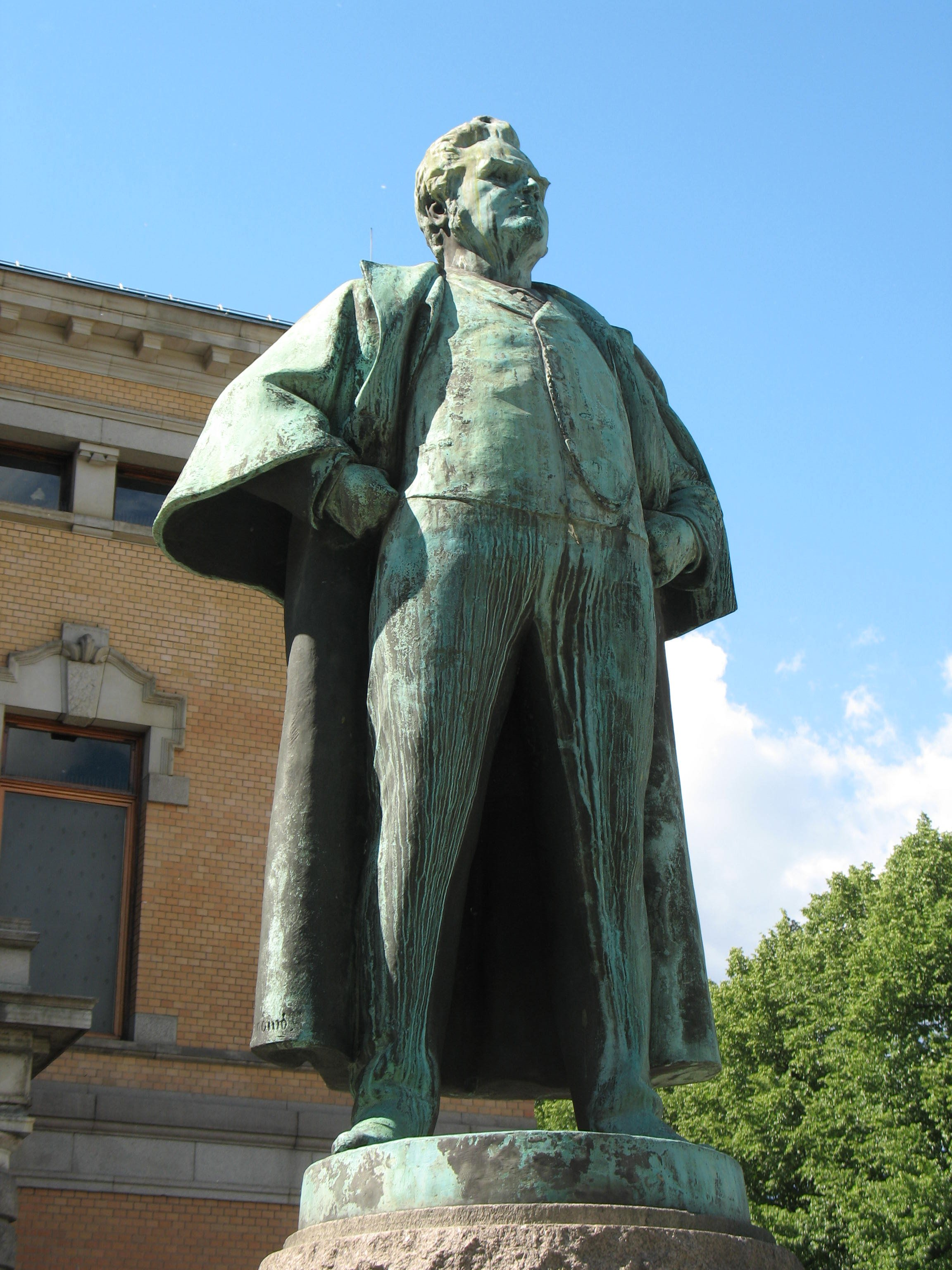
Statue of Bjørnstjerne Bjørnson (1899) National Theatre, Oslo
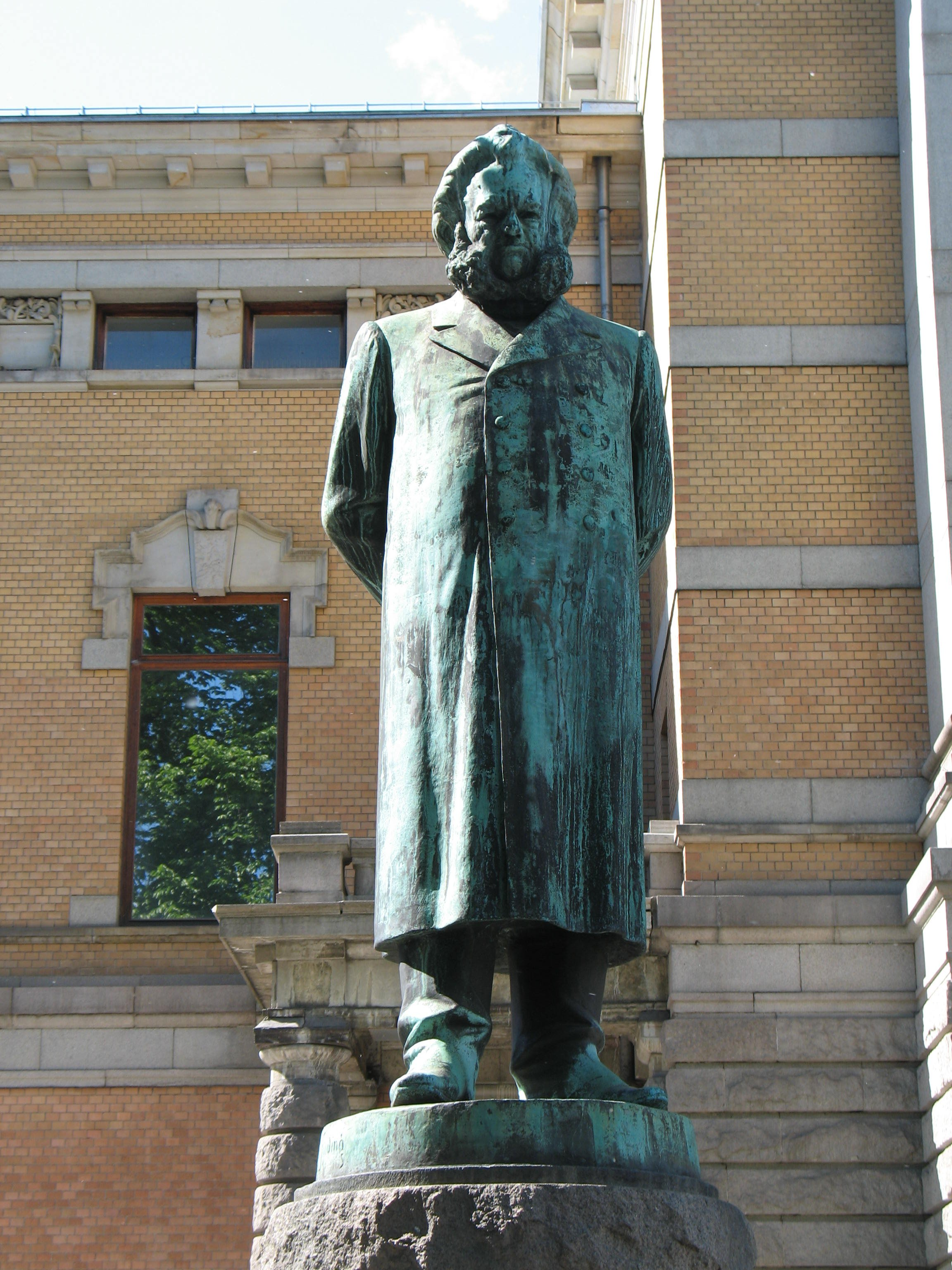
Statue of Henrik Ibsen (1899) National Theatre, Oslo